# Saturnia fusca
Saturnia fusca är en fjärilsart som beskrevs av Edward Alfred Cockayne 1952. Saturnia fusca ingår i släktet Saturnia och familjen påfågelsspinnare. Inga underarter finns listade.